# ナビスター・インターナショナル
インターナショナル・モーターズLLC（旧ナビスター・インターナショナル・コーポレーション）（英: International Motors, LLC）は、インターナショナル・ハーベスターの事業を1986年に承継したアメリカ合衆国の持株会社。トラックとディーゼルエンジンの製造開発に関する国際的ブランドとして認知されている。また、同社は子会社であるナビスター・ディフェンス（Navistar Defence）を通じ軍用車両の製造を行い、子会社のIC バスを通じてスクールバスの製造も行っている。2020年10月、トレイトン（Traton SE 旧:フォルクスワーゲン・トラック & バス）による買収に合意し、傘下企業入りとなった。
イリノイ州、ライルに本社を置く同社は、2019年時点で世界各地に13,000名の従業員を抱える。ナビスターはアメリカ、カナダ、メキシコ、ブラジルに計1,000の販売店を抱え、90ヶ国、60の販売店を通じ事業を展開している。また、同社は子会社であるナビスター・ファイナンシャル コーポレーション（Navistar Financial Corporation）を通じ顧客と販売店に資金貸付サービスも行っている。
2020年時点、北米でのトラックシェアはトップであるフレイトライナー・トラックス（ウェスタン・スター・トラックス）、パッカー（ケンワース、ピータービルト）、ボルボ・グループ（ボルボ・トラックス、マック・トラックス）に続き第4位である。

## 歴史

### 1902年 - 1985年:インターナショナル・ハーベスター
1902年に農業機械や芝刈り機、自動車や商用車の製造業であったマコーミック・ハーベスティング・マシーン社（McCormick Harvesting Machine Company）とディアリング・ハーベスター社 （Deering Harvester Company）の合併によりインターナショナル・ハーベスターが設立される。1908年、インターナショナルはピックアップトラックの元祖となる「インターナショナル・ハーベスター・オートワゴン」を発表している。
インターナショナルは20世紀の大半に渡り、農機および建設設備機械など多角的メーカーへと成長しており、オフロード車「インターナショナル・ハーベスター スカウト」や、現代SUVの基礎となった「インターナショナル・ハーベスター トラベラル」などライトトラックから大型商用トラックやバスに至るまでの車両を製造している。また、同社の関連ブランドとして農業用トラクター部門の「ファーマル」と芝刈り機部門の「キャブ・カデット」などがある。

### 1985年 - 1991年:農業機械からの移行
インターナショナルは、1980年代初頭から半ばにかけ農業経済規模故の貧しさ、労働規則変更に関する全米自動車労働組合の長期ストライキの影響などにより苦境に陥っている。インターナショナルの新CEOに就任したドナルド・レノックス（Donald Lennox）は、事業を存続させるため、多くの伝統的な部門から撤退するよう管理組織に対し指示を出している。会社存続のため収益性の高い事業のみを残しており、収益性の悪い部門は他社へ売却が行われている。この期間、損失を減らし運転資金を確保するためレノックス率いる管理部門は、建設設備部門をドレッサー・インダストリーズへ、ガスタービンやソーラー発電事業はキャタピラーへ、芝生や庭の設備部門であるキャブ・カデットはMTD・プロダクツに売却するなど次々と事業を縮小している。
1983年、エンジン部門はフォードのフルサイズピックアップトラックおよびバン用の6.9L IDI V8ディーゼルエンジンの生産を開始しており、供給協定により2010年まで続いた。
1985年の初め、農業部門がテネコに買収されたことにより、最終的にハーベスター製品はトラックとエンジンのみになっている。インターナショナル・ハーベスターは1986年2月20日に「ナビスター・インターナショナル」に改称し再出発しており、今日に於いて「インターナショナル」名のブランドを使用しているのはトラックのみであり、ハーベスター時代はトラック&エンジン部門であった。

### 1990年 - 2000年初頭
1991年、ハーベスター・スカウト（Scout）とライト・トラック・パーツ（Light Truck Parts）を「Scout/Light Line Distributors, Inc.」に売却。
1980年代から1990年代にかけて、ナビスターはディーゼルエンジン人気による需要の増加により、バスシャーシ、特にスクールバスの主要メーカーとなっている。1991年にアーカンソー州に本社を置くスクールバスのコーチビルダーであったアムトラン（American Transportation Corporation, AmTran）の株式、1/3を購入しており、1995年4月に残り全ての株式を購入している。

### 2000年代

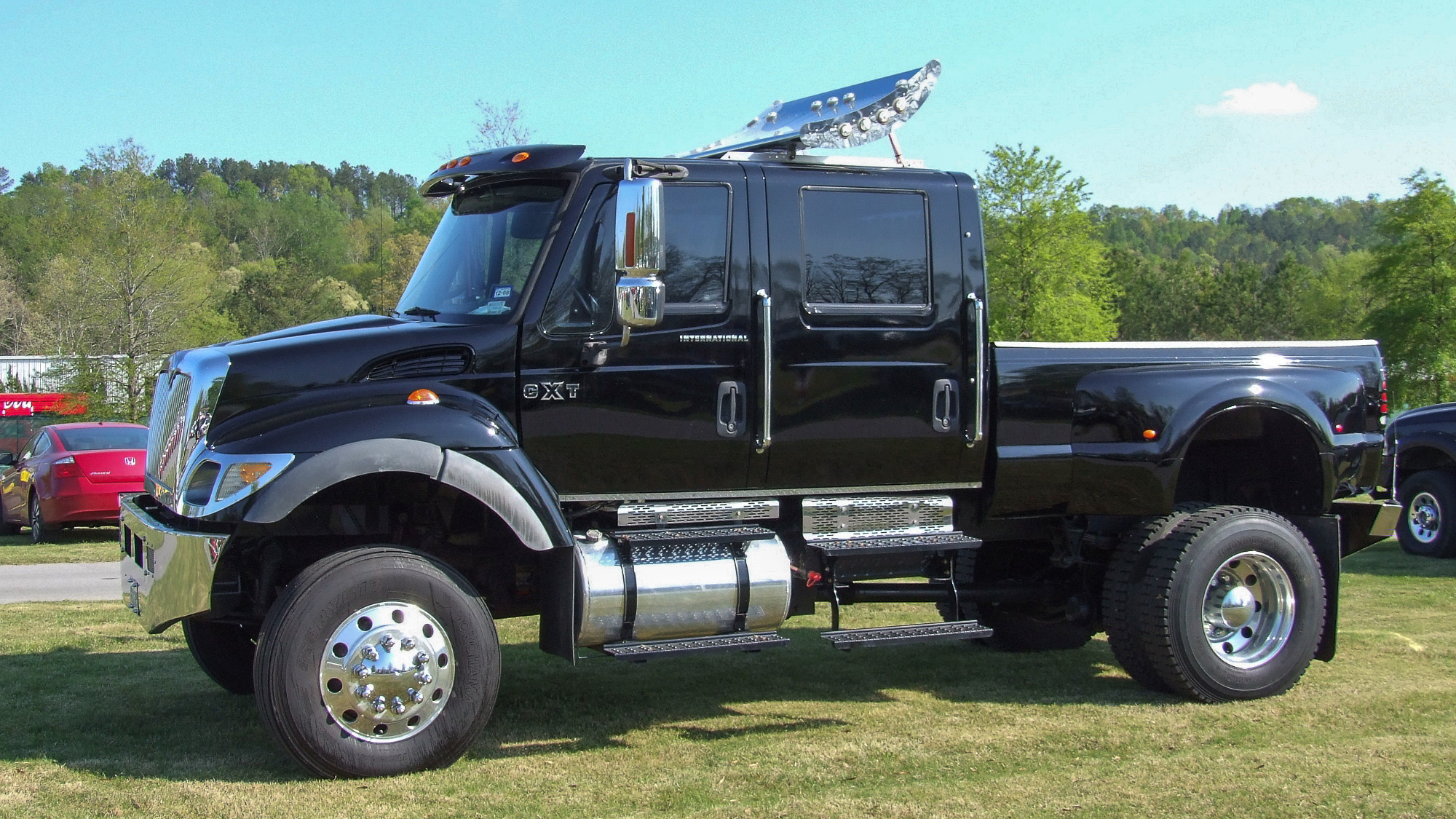
インターナショナル CXT

1世紀に渡りシカゴで操業していたが、2000年9月30日、本社をイリノイ州、ウォレンビルに移転する計画を発表。2002年、名称は「International Truck and Bus」に変更され、その数か月後アムトランはブランド名をIC（Integrated Coach）に改称。2001年、1986年のナビスターブランド以来となるインターナショナルブランドとしての新型トラック「NGV」を発表。当初モデル名には他社で見受けられる4桁の数字が採用されていたが、2008年に9000シリーズを残し、全て「スター」ブランドへと統一されている。
2004年にエクストリーム・トラック・カテゴリーとなる大型ピックアップトラック「インターナショナル XT」を発表し、ナビスター・インターナショナルとしては初めてとなる乗用車市場に参入。3種類のピックアップトラックを販売している。この内CXTとRXTは中型トラックであるデュラスターのキャビンを流用したもので、3種類目となるMXTはナビスター・ディフェンスが開発した軍用モデルの一般公道向け車両となっている。一般消費者向けとしては最大となるピックアップトラックであるXTシリーズは2008年に年間を通じ販売された。

#### 銃撃事件
2001年2月5日、イリノイ州、メルローズパークのナビスターの工場内で無差別発砲事件が発生。66歳の元従業員の男がゴルフバッグに隠し持ち込んだAK-47を発砲、4人の同僚を殺害し、更に4人を負傷させてから自らに小銃を向け自殺した。当時850名が勤務中であり、銃声を聞き従業員が一斉に出口に殺到する騒ぎとなっている。また、自動小銃の他に38口径の拳銃と散弾銃、スコープが取り付けられた猟銃用ライフルのほかに、多数の弾薬を隠し持っていたことが判明している。上司から盗みを働いたとして解雇、逮捕され、留置場を出た翌日に起きた惨事であった。性犯罪の前科があった上、有罪判決を嫌い犯行に及んだ可能性が指摘されている。

### 2010年代 - 現在
2010年、ウォレンビルから同州ライルへの移転計画を発表。120万平方フィートに1億1,000万ドルを掛けた大型事業であった。新規雇用を創出し、建設関連にも良い影響が波及することから、この移転事業のため、イリノイ州は税額控除を含め、6,500万ドルのインセンティブをナビスターに対し与えている。
2011年3月に移転を発表し、夏頃から段階的に移行を完了させている。また同年12月にインディアナ州、フォートウェインにある研究開発施設を段階的に閉鎖しており、初期段階で130名の従業員が解雇されている。この段階的削減により最終的に合計で2,500名もの従業員が失職しており、この内300名がイリノイ州に転居し、残りの2,200名は地元に残る決断を下している。この統合事業に費やした費用は7,500万ドルを上るであろうと推測されている。

### Traton SEとの戦略的パートナーシップ
2016年9月、ドイツの大手自動車メーカーであるフォルクスワーゲン傘下であるトレイトンと戦略的パートナーシップを発表。部品調達のための合弁企業の設立計画を発表。ナビスターは2億5,600万ドルの投資と引き換えに、16.6％の株式をトレイトンに譲渡している。2017年、トレイトン幹部である2名がナビスター・インターナショナルの取締役会に参画している。
2020年1月、トレイトンはナビスター・インターナショナル社の発行済株式の全てを一株辺り35ドル、合計で29億ドル（約3,070億円）で購入する提案を発表している。9月14日、ナビスターはこの買収案を拒否することを発表。企業価値が過少評価されているとして買収提案後に一株辺り45ドルにまで価格を引き上げており、再査定を要求している。
2020年10月、トレインがナビスターを44.5ドルで買収することで合意。

## 製品

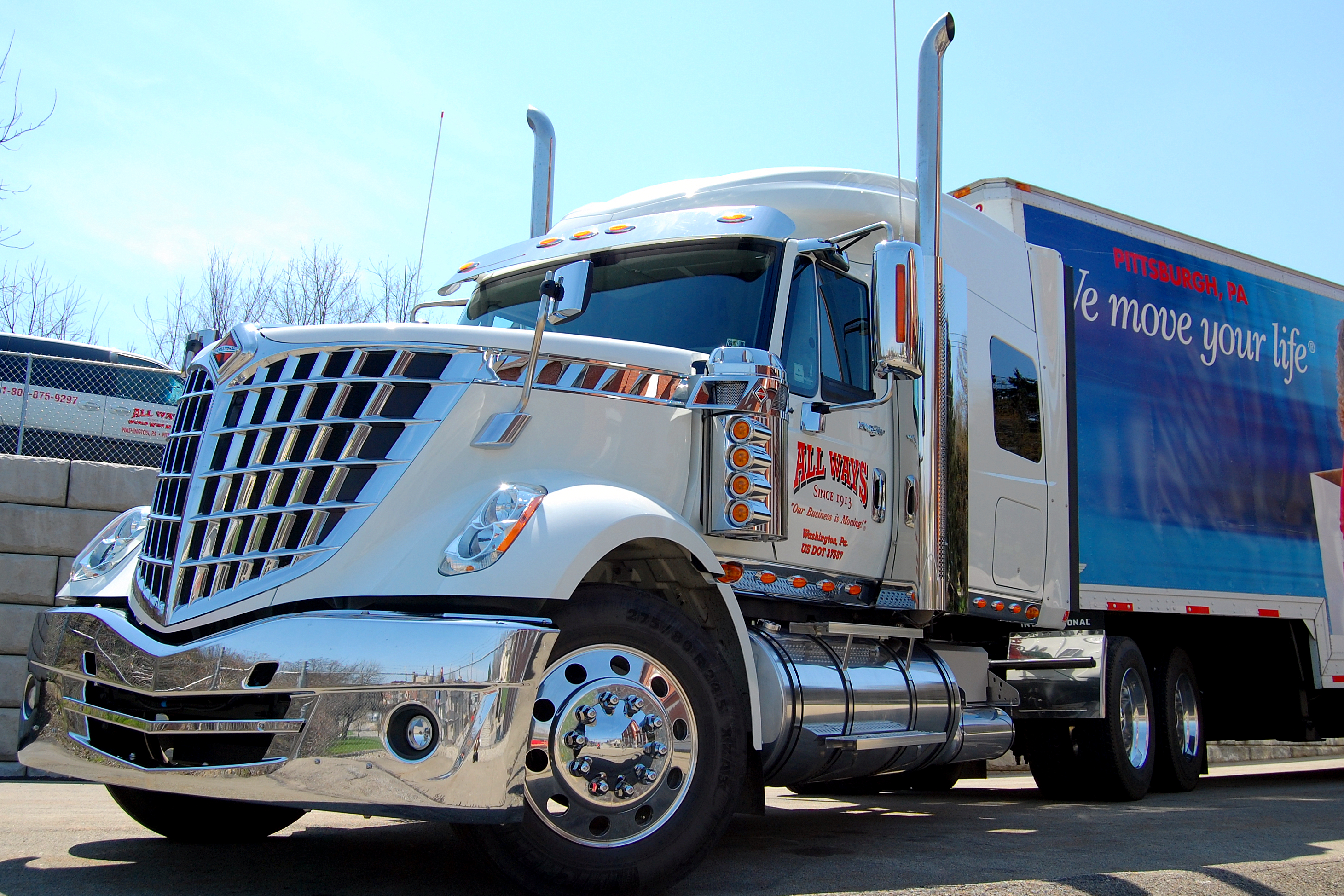
ローンスター

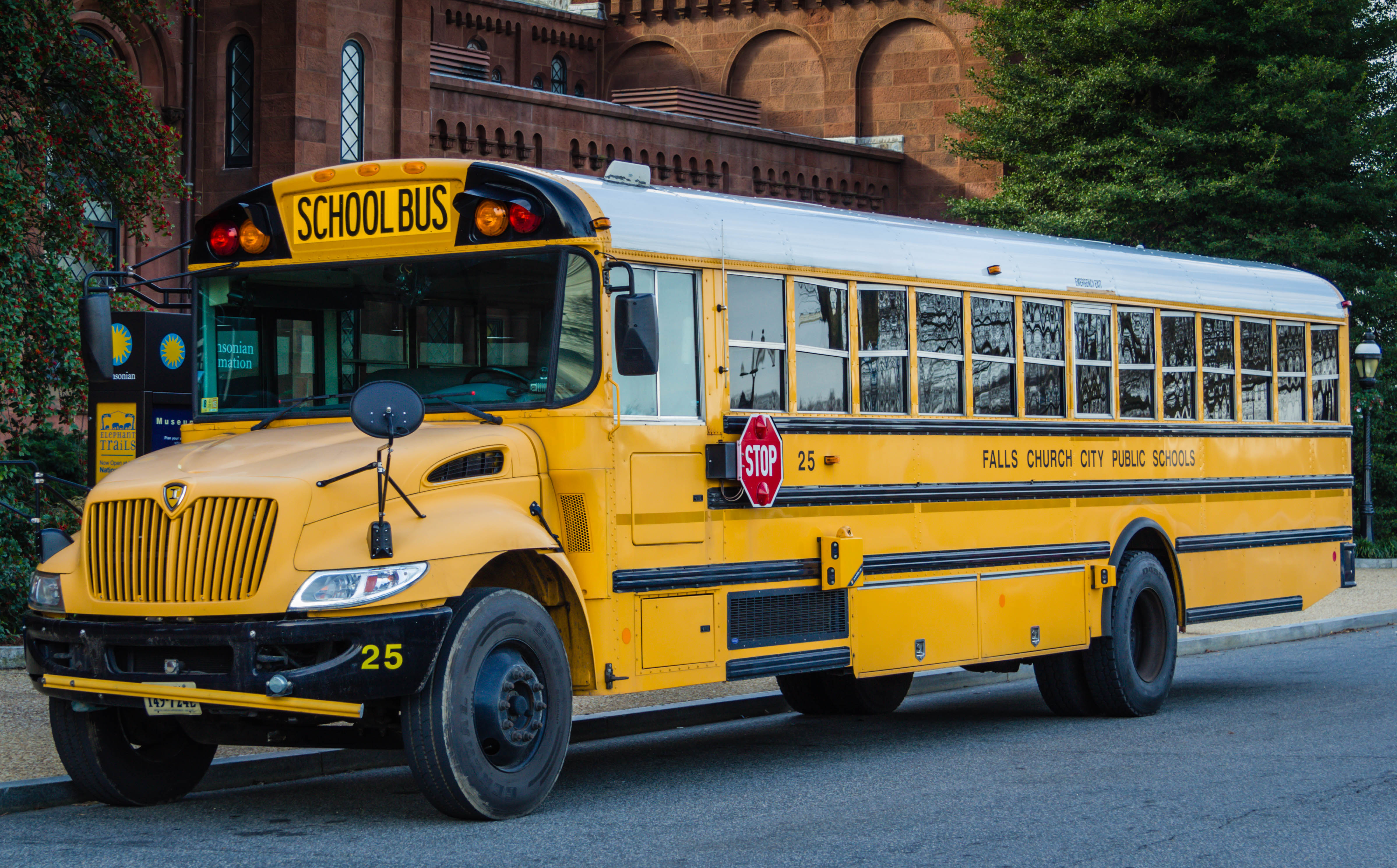
IC CEシリーズのスクールバス

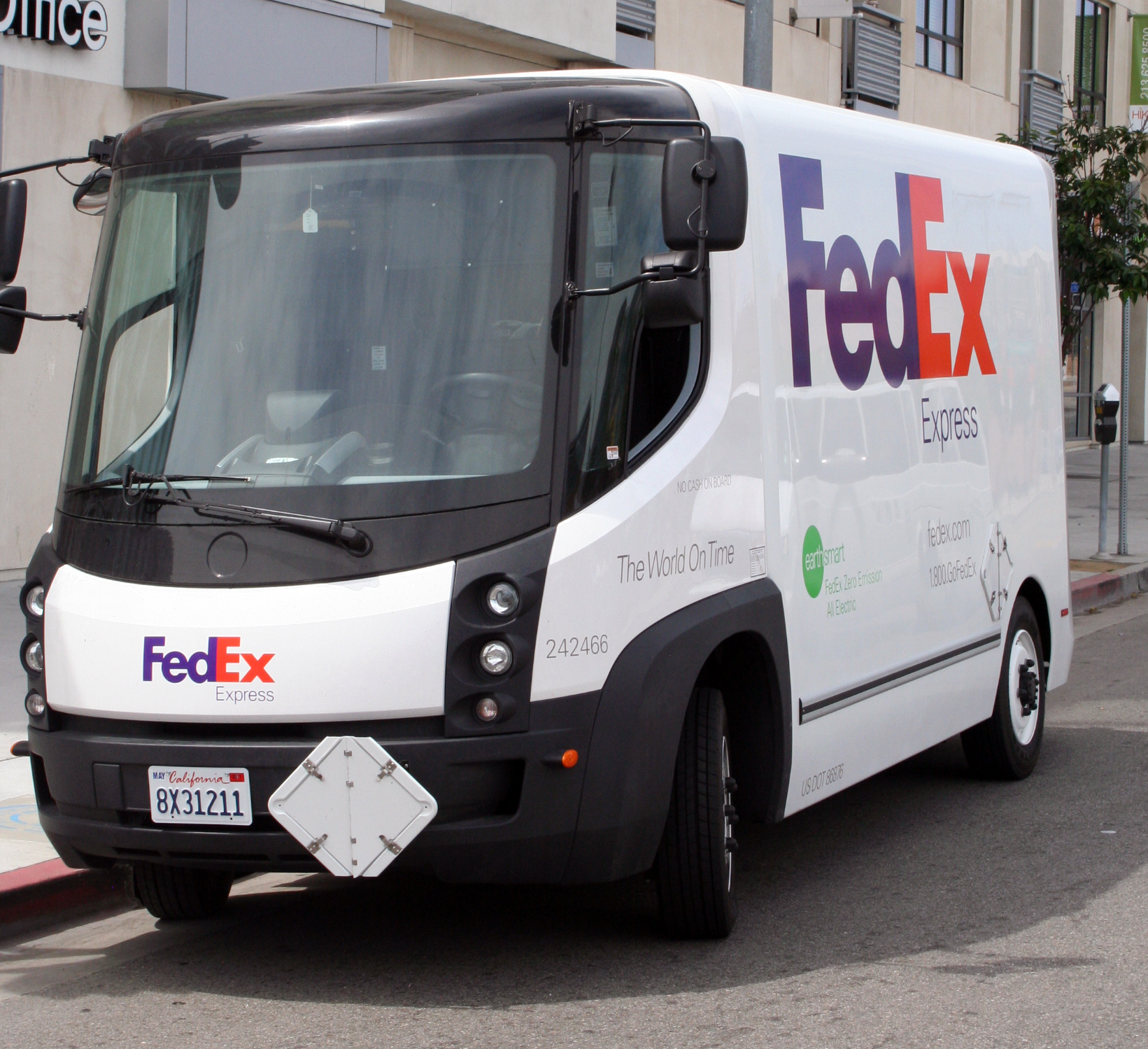
電気式ウォークスルーバンであるフェデックスで採用されたeStar

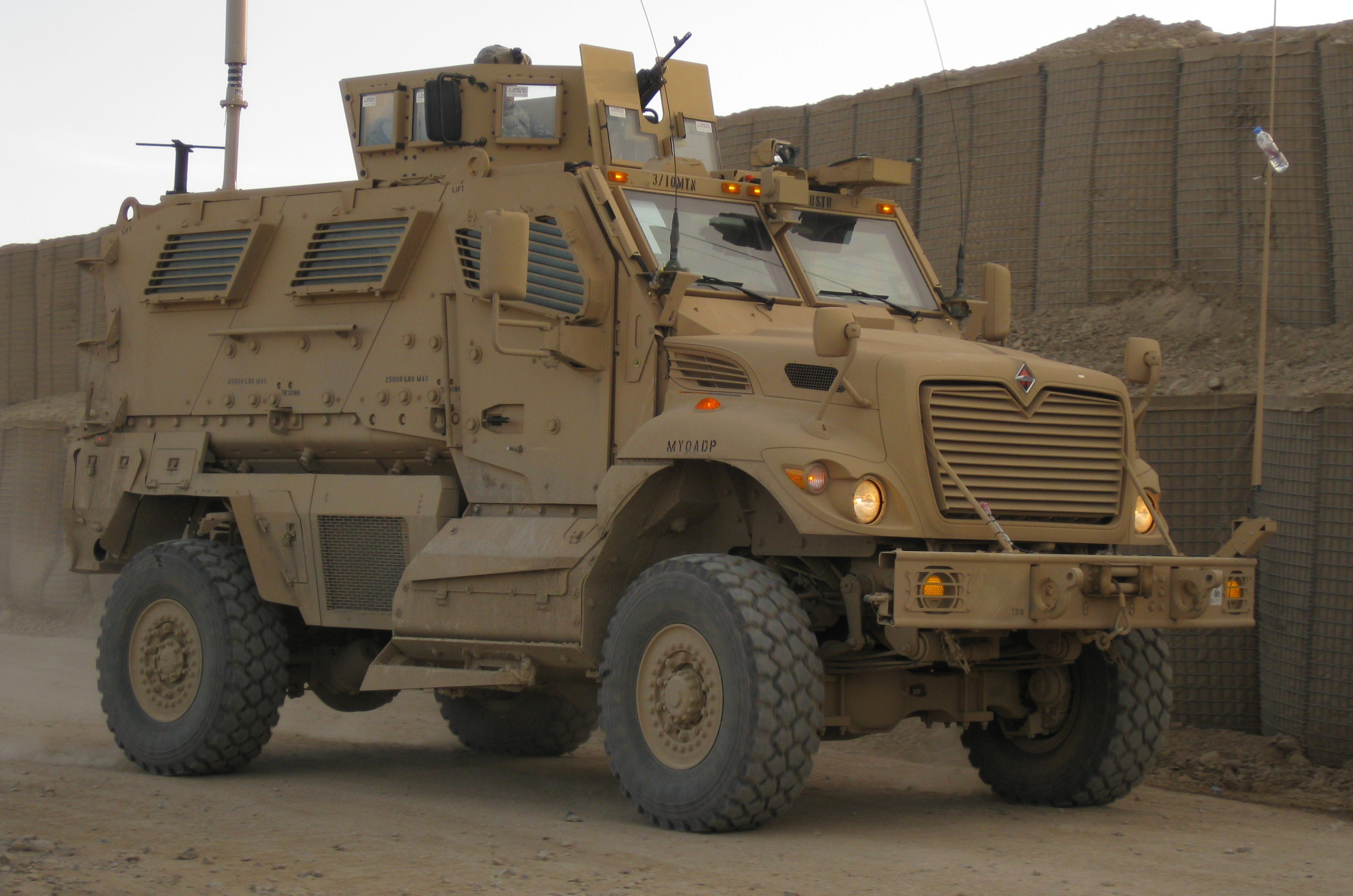
MRAP車両であるMaxxPro Dash

### トラック
- CV Series
- MV Series
- HV Series
- HX Series
- LT Series
- RH Series
- LONESTAR（ローンスター[注釈 2]）
- DURASTAR（デュラスター）
- PROSTAR（プロスター）
- TRANSTAR（トランスター）
- WORKSTAR（ワークスター）

### 電気貨物自動車
- eStar（2013年3月、収益性を改善させる事業再編計画により廃止された）

### バス
- CE Series
- RE Series

### 軍用車両
- SOTV
- MaxxPro MRAP
  - Dash
  - Dash DXM
  - Plus
  - Recovery Vehicle
  - Tractor
  - 6×6 DXM
- 5000-MV
- 7000-MV
  - 7000-MV-DXM
  - 7000-MV-Recovery
  - 7000-MV-GTT
  - 7000-MV-Tanker
  - 7000-MV-9-Man
  - 7000-MV-Recovery
  - サファロン装輪装甲車
- MXT-MV
  - MXT-MVA
  - MXT-MVA-IS
  - MXT-MVA-MVU
  - MXT-APC
  - MXT-Cargo

### エンジン
- A26 ディーゼルエンジン